# Neoserica hirokazui
Neoserica hirokazui är en skalbaggsart som beskrevs av Ahrens 2003. Neoserica hirokazui ingår i släktet Neoserica och familjen Melolonthidae. Inga underarter finns listade i Catalogue of Life.